# برگزیده (فیلم ۲۰۱۰)
برگزیده (به انگلیسی: The Chosen One) یک فیلم کمدی-درام آمریکایی محصول سال ۲۰۱۰ به کارگردانی و بازی راب اشنایدر در نقش یک فروشنده ماشین است که با کمک شمن‌های بومی کلمبیایی با بحران میانسالی مواجه است. همچنین استیو بوشمی، هالند تیلور و پیتر ریجرت در این فیلم بازی می‌کنند. داستان در مورد مردی هست که به خود ایمان می‌آورد و فکر می‌کند که او برگزیده شده‌است تا بشریت را از نابودی نجات دهد و …

## داستان
یک فروشنده اتومبیل افسرده (راب اشنایدر) بارها توسط یک همکار از نمایندگی نیسان، یک مترجم زن زیبا (کارولینا گومز)، سه شمن بومی آمریکایی از مردم آرهواکو از کوه‌های کلمبیا در اقدام به خودکشی آنها را متوقف می‌کند، او سرانجام پس از اینکه بقیه دنیا به او ایمان آوردند، به خود ایمان پیدا می‌کند. تنها موجود روی زمین که می‌تواند با اعتماد بشریت را از نابودی خود نجات دهد.

## انتشار
اکران فیلم سه سال به تعویق افتاد. این ممکن است به دلیل عدم اطمینان در مورد نحوه بازاریابی فیلم باشد، زیرا این فیلم که عمدتاً دراماتیک است به‌طور نادرست به عنوان یک کمدی ساده به بازار عرضه شد. این فیلم در نهایت کامل و منتشر شد.